# 130e méridien est

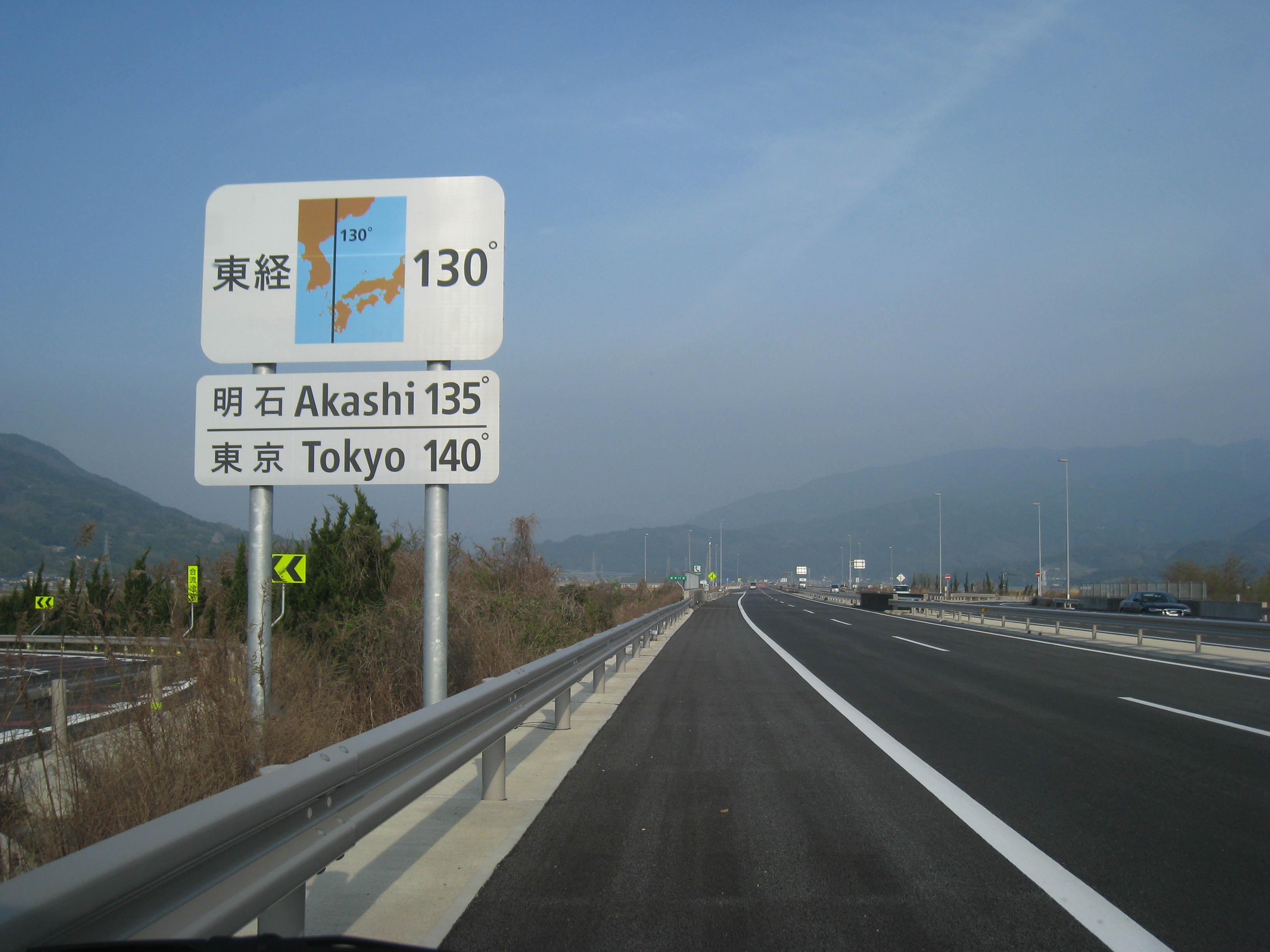
Passage du 130° méridien en Chine.

En géographie, le 130e méridien est est le méridien joignant les points de la surface de la Terre dont la longitude est égale à 130° est.

## Géographie

### Dimensions
Comme tous les autres méridiens, la longueur du 130e méridien correspond à une demi-circonférence terrestre, soit 20 003,932 km. Au niveau de l'équateur, il est distant du méridien de Greenwich de 14 471 km,.
Avec le 50e méridien ouest, il forme un grand cercle passant par les pôles géographiques terrestres.

### Régions traversées
En commençant par le pôle Nord et descendant vers le sud au pôle Sud, Le 130e méridien est passe par:
| Coordonnées           | Pays, territoire ou mer | Notes |
| --------------------- | ----------------------- | --- |
| 90° 00′ N, 130° 00′ E | Océan Arctique          | |
| 77° 14′ N, 130° 00′ E | Mer de Laptev           | |
| 71° 05′ N, 130° 00′ E | Russie                  | République de Sakha Oblast de l'Amour — à partir de 55° 44′ N, 130° 00′ E |
| 49° 00′ N, 130° 00′ E | Chine                   | Heilongjiang Jilin — à partir de 43° 51′ N, 130° 00′ E |
| 42° 58′ N, 130° 00′ E | Corée du Nord           | |
| 42° 00′ N, 130° 00′ E | Mer du Japon            | |
| 33° 27′ N, 130° 00′ E | Japon                   | Île de Kyūshū — Préfecture de Saga — Préfecture de Nagasaki — à partir de 33° 02′ N, 130° 00′ E |
| 32° 45′ N, 130° 00′ E | Mer de Chine orientale  | |
| 32° 23′ N, 130° 00′ E | Japon                   | Île de Île Shimoshima (en) — Préfecture de Kumamoto |
| 32° 14′ N, 130° 00′ E | Mer de Chine orientale  | Passe juste à l'est de Îles Koshikishima, Préfecture de Kagoshima, Japon (à 31° 49′ N, 129° 56′ E) Passe juste à l'est de l'Île de Kuro-shima, Préfecture de Kagoshima, Japon (à 31° 49′ N, 129° 57′ E) Passe juste à l'ouest de l'Île de Kuchinoerabu-jima, Préfecture de Kagoshima, Japon (à 30° 28′ N, 130° 08′ E) |
| 30° 00′ N, 130° 00′ E | Océan Pacifique         | Passe juste à l'est de l'Île de Kuchino-shima, Préfecture de Kagoshima, Japon (à 29° 57′ N, 129° 56′ E) |
| 28° 21′ N, 130° 00′ E | Japon                   | Île de Kikai — Préfecture de Kagoshima |
| 28° 18′ N, 130° 00′ E | Océan Pacifique         | |
| 0° 14′ N, 130° 00′ E  | Mer de Halmahera        | Passe par de nombreuses petites îles de l' Indonésie |
| 1° 45′ S, 130° 00′ E  | Indonésie               | Île de Misool |
| 2° 01′ S, 130° 00′ E  | Mer de Céram            | |
| 2° 59′ S, 130° 00′ E  | Indonésie               | Île de Seram |
| 3° 29′ S, 130° 00′ E  | Mer de Banda            | Passe par les Îles Banda (à 4° 33′ S, 130° 00′ E) |
| 6° 18′ S, 130° 00′ E  | Indonésie               | Île de Serua, Indonésie |
| 6° 19′ S, 130° 00′ E  | Mer de Banda            | |
| 7° 42′ S, 130° 00′ E  | Indonésie               | Dawera |
| 7° 44′ S, 130° 00′ E  | Mer de Timor            | Passe juste à l'ouest de le Bathurst, Territoire du Nord, Australie (à 11° 47′ S, 130° 01′ E) |
| 13° 31′ S, 130° 00′ E | Australie               | Territoire du Nord Australie-Méridionale — à partir de 26° 00′ S, 130° 00′ E |
| 31° 35′ S, 130° 00′ E | Océan indien            | Les autorités australiennes considèrent cette zone comme partie de l'Océan Austral, |
| 60° 00′ S, 130° 00′ E | Océan Austral           | |
| 65° 59′ S, 130° 00′ E | Antarctique             | Territoire antarctique australien, Territoires revendiqués par l' Australie |